# Каплінський Олександр Валерійович
Олекса́ндр Вале́рійович Каплі́нський — підполковник (посмертно), Міністерство внутрішніх справ України.

## Життєпис
1996 року закінчив Вінницьку школу-ліцей № 7. Призваний на строкову військову службу, внутрішні війська МВС України. 1998 року вступив на окремий факультет ВВ МВС Національної академії Прикордонних військ України ім. Богдана Хмельницького. Після закінчення навчання займав посади командира навчального взводу, навчальної роти Навчального центру ВВ МВС (Золочів).
2007 року призначений заступником командира роти, полк спеціального призначення ВВ МВС «Ягуар». З 2010 року знову командував ротою у Навчальному центрі.
2011 року вступив до магістратури Академії внутрішніх військ МВС, по закінченні навчання у березні 2014 року зайняв посаду старшого офіцера групи бойової та спеціальної підготовки вінницького полку ВВ МВС.
Старший офіцер групи бойової та спеціальної підготовки.
В першій половині дня 16 листопада 2014-го російські терористи з гранатометів обстріляли блокпост українських сил на перехресті між містами Золоте та Гірське. Каплінський помер від осколкового поранення в голову у міській лікарні Лисичанська.
Вдома залишилися дружина та двоє дітей: 3-річна донька і 11-річний син.
Похований у місті Вінниця, центральне міське кладовище, алея героїв.

## Нагороди
За особисту мужність і героїзм, виявлені у захисті державного суверенітету та територіальної цілісності України, вірність військовій присязі під час російсько-української війни
- нагороджений орденом «За мужність» III ступеня (26.2.2015, посмертно).

## Вшанування пам'яті
- 19 березня 2015 в загальноосвітній школі-ліцеї № 7 Вінницької міської ради відбулося відкриття меморіальної дошки на честь колишнього випускника Олександра Каплінського.[1]
- 12 травня 2017 на території військової частини 3008 Національної гвардії України, що дислокується у місті Вінниця, урочисто відкрили меморіал військовослужбовцям цієї частини, які загинули під час військових дій на Сході України.[2]